# جيمي أورلاندو
جيمي أورلاندو هو لاعب هوكي الجليد كندي، ولد في 27 فبراير 1916 في مونتريال في كندا، وتوفي في 24 أكتوبر 1992.

## وصلات خارجية
- جيمي أورلاندو على موقع دوري الهوكي الوطني (الإنجليزية)
- جيمي أورلاندو على موقع قاعة مشاهير الهوكي (لاعب أن.إتش.أل) (الإنجليزية)
- جيمي أورلاندو على موقع EliteProspects.com (الإنجليزية)
- جيمي أورلاندو على موقع HockeyDB.com (الإنجليزية)
- جيمي أورلاندو على موقع Hockey-Reference.com (الإنجليزية)